# Sveti Adrijan Katenberijski
Sveti Adrijan Kanterberijski (635. – 710.) katolički je svetac rodom iz Afrike.

## Životopis
Rodio se u Cirenaiki (danas Libija) od kuda s roditeljima, zbog navale Arapa, otišao u Napulj gdje je pristupio benediktinskom redu. Bio je savjetnik papi Vitalijanu koji ga je dva puta predlagao za nadbiskupa Canteburyja što je on odbijao, a drugi puta je papi predložio da za tu funkciju imenuje Teodora koji je na kraju i postao nadbiskup do je Andrian postao njegov pomoćnik i savjetnik. 699. postao je opatom benediktinskog samostana Svetog Augustina u Canteburyju koji će kasnije snažno utjecati na razvoj kršćanstva u Engleskoj. Andrian je bio vrstan poznavatelj latinskog i grčkog jezika, rimskog prava, astronomije i ostalih grana, a razvijao je katoliške škole i širio Božju vijet po zemlji. Umro je 9. siječnja 710., a prema predaji kada su redovnici 1091. rekonstruirali zgradu samostana, otvorili su njegov grob i pronašli neraspadnuto tijelo koje je šririlo miomiris.